# 芳安路
芳安路（Fang'an Rd.）為中華民國（臺灣）嘉義市東西向的重要道路之一。全線不分段，西至吳鳳南路，東至彌陀路。

## 沿經行政區域
- 嘉義市
  - 東區

## 車道配置
- 全線：雙向各一車道

## 重要路口
- 吳鳳南路
- 宣信街
- 彌陀路

## 沿途設施
（由西至東）
- 宣信公園 （页面存档备份，存于）
- 嘉義市私立東吳高級工業家事職業學校（宣信街252號）
- 嘉義市立南興國民中學 （页面存档备份，存于） （111號）
- 大同技術學院嘉義校區（彌陀路253號）